# Wereldbeker schansspringen 2021/2022
De wereldbeker schansspringen 2021/2022 (officieel: Viessmann FIS Ski Jumping World Cup) ging van start op 20 november 2021 in het Russische Nizjni Tagil en eindigde op 27 maart 2022 in het Sloveense Planica.
Dit schansspringseizoen telde verschillende hoogtepunten, zo waren er de Olympische Winterspelen, het Vierschansentoernooi en de wereldkampioenschappen skivliegen. De schansspringer die op het einde van het seizoen de meeste punten had verzameld, won de algemene wereldbeker. De wedstrijden op de Olympische Winterspelen en de wereldkampioenschappen tellen niet mee voor de algemene wereldbeker. 

## Mannen

### Kalender
| Datum                                                                         | Plaats                          | Schans                          | Opmerking                       | Eerste                                                             | Tweede                                                                                     | Derde                                                                                  |
| ----------------------------------------------------------------------------- | ------------------------------- | ------------------------------- | ------------------------------- | ------------------------------------------------------------------ | ------------------------------------------------------------------------------------------ | -------------------------------------------------------------------------------------- |
| 20/11/2021                                                                    | Nizjni Tagil                    | HS134                           | Avond                           | Karl Geiger                                                        | Ryoyu Kobayashi                                                                            | Halvor Egner Granerud                                                                  |
| 21/11/2021                                                                    | Nizjni Tagil                    | HS134                           | Avond                           | Halvor Egner Granerud                                              | Karl Geiger                                                                                | Stefan Kraft                                                                           |
| 27/11/2021                                                                    | Kuusamo                         | HS142                           | Avond                           | Ryoyu Kobayashi                                                    | Anže Lanišek                                                                               | Markus Eisenbichler                                                                    |
| 28/11/2021                                                                    | Kuusamo                         | HS142                           | Avond                           | Anže Lanišek                                                       | Karl Geiger                                                                                | Markus Eisenbichler                                                                    |
| 04/12/2021                                                                    | Wisła                           | HS134                           | Team Avond                      | Oostenrijk Manuel Fettner Jan Hörl Daniel Huber Stefan Kraft       | Duitsland Pius Paschke Stephan Leyhe Markus Eisenbichler Karl Geiger                       | Slovenië Cene Prevc Peter Prevc Timi Zajc Anže Lanišek                                 |
| 05/12/2021                                                                    | Wisła                           | HS134                           | Avond                           | Jan Hörl                                                           | Marius Lindvik                                                                             | Stefan Kraft                                                                           |
| 11/12/2021                                                                    | Klingenthal                     | HS140                           | Avond                           | Stefan Kraft                                                       | Halvor Egner Granerud                                                                      | Kamil Stoch                                                                            |
| 12/12/2021                                                                    | Klingenthal                     | HS140                           | Avond                           | Ryoyu Kobayashi                                                    | Daniel-André Tande                                                                         | Marius Lindvik                                                                         |
| 18/12/2021                                                                    | Engelberg                       | HS140                           | Avond                           | Karl Geiger                                                        | Ryoyu Kobayashi                                                                            | Timi Zajc                                                                              |
| 19/12/2021                                                                    | Engelberg                       | HS140                           | Avond                           | Ryoyu Kobayashi                                                    | Karl Geiger                                                                                | Marius Lindvik                                                                         |
| Vierschansentoernooi 2022                                                     |                                 |                                 |                                 |                                                                    |                                                                                            |                                                                                        |
| 29/12/2021                                                                    | Oberstdorf                      | HS137                           | Avond                           | Ryoyu Kobayashi                                                    | Halvor Egner Granerud                                                                      | Robert Johansson                                                                       |
| 01/01/2022                                                                    | Garmisch-Partenkirchen          | HS142                           |                                 | Ryoyu Kobayashi                                                    | Markus Eisenbichler                                                                        | Lovro Kos                                                                              |
| 04/01/2022                                                                    | Innsbruck                       | HS130                           |                                 | Afgelast                                                           | Afgelast                                                                                   | Afgelast                                                                               |
| 05/01/2022                                                                    | Bischofshofen                   | HS142                           | [ 1 ]                           | Ryoyu Kobayashi                                                    | Marius Lindvik                                                                             | Halvor Egner Granerud                                                                  |
| 06/01/2022                                                                    | Bischofshofen                   | HS142                           | Avond                           | Daniel Huber                                                       | Halvor Egner Granerud                                                                      | Karl Geiger                                                                            |
| Eindstand Vierschansentoernooi:                                               | Eindstand Vierschansentoernooi: | Eindstand Vierschansentoernooi: | Eindstand Vierschansentoernooi: | Ryoyu Kobayashi                                                    | Marius Lindvik                                                                             | Halvor Egner Granerud                                                                  |
| 08/01/2022                                                                    | Bischofshofen                   | HS142                           | Avond                           | Marius Lindvik                                                     | Halvor Egner Granerud                                                                      | Jan Hörl                                                                               |
| 09/01/2022                                                                    | Bischofshofen                   | HS142                           | Team Avond                      | Oostenrijk Jan Hörl Manuel Fettner Philipp Aschenwald Daniel Huber | Japan Yukiya Sato Keiichi Sato Junshiro Kobayashi Ryoyu Kobayashi                          | Noorwegen Daniel-André Tande Johann André Forfang Halvor Egner Granerud Marius Lindvik |
| 15/01/2022                                                                    | Zakopane                        | HS140                           | Team Avond                      | Slovenië Lovro Kos Peter Prevc Timi Zajc Anže Lanišek              | Duitsland Severin Freund Stephan Leyhe Markus Eisenbichler Karl Geiger                     | Japan Yukiya Sato Junshiro Kobayashi Naoki Nakamura Ryoyu Kobayashi                    |
| 16/01/2022                                                                    | Zakopane                        | HS140                           | Avond                           | Marius Lindvik                                                     | Karl Geiger                                                                                | Anže Lanišek                                                                           |
| 22/01/2022                                                                    | Titisee-Neustadt                | HS142                           | Avond                           | Karl Geiger                                                        | Anže Lanišek                                                                               | Markus Eisenbichler                                                                    |
| 23/01/2022                                                                    | Titisee-Neustadt                | HS142                           | Avond                           | Karl Geiger                                                        | Anže Lanišek                                                                               | Markus Eisenbichler                                                                    |
| 29/01/2022                                                                    | Willingen                       | HS147                           |                                 | Ryoyu Kobayashi                                                    | Halvor Egner Granerud                                                                      | Marius Lindvik                                                                         |
| 30/01/2022                                                                    | Willingen                       | HS147                           |                                 | Marius Lindvik                                                     | Karl Geiger                                                                                | Cene Prevc                                                                             |
| 4 tot en met 20 februari: Olympische Winterspelen 2022 in Beijing             |                                 |                                 |                                 |                                                                    |                                                                                            |                                                                                        |
| 26/02/2022                                                                    | Lahti                           | HS130                           | Avond                           | Stefan Kraft                                                       | Halvor Egner Granerud                                                                      | Piotr Żyła                                                                             |
| 26/02/2022                                                                    | Lahti                           | HS130                           | Avond                           | Oostenrijk Jan Hörl Clemens Aigner Ulrich Wohlgenannt Stefan Kraft | Slovenië Žiga Jelar Cene Prevc Timi Zajc Peter Prevc                                       | Duitsland Constantin Schmid Severin Freund Markus Eisenbichler Karl Geiger             |
| 27/02/2022                                                                    | Lahti                           | HS130                           |                                 | Halvor Egner Granerud                                              |                                                                                            | Stefan Kraft                                                                           |
| 27/02/2022                                                                    | Lahti                           | HS130                           | Ryoyu Kobayashi                 |                                                                    |                                                                                            | Stefan Kraft                                                                           |
| Raw Air 2022                                                                  |                                 |                                 |                                 |                                                                    |                                                                                            |                                                                                        |
| 03/03/2022                                                                    | Lillehammer                     | HS140                           | Avond                           | Stefan Kraft                                                       | Ryoyu Kobayashi                                                                            | Karl Geiger                                                                            |
| 05/03/2022                                                                    | Oslo                            | HS134                           | Avond                           | Marius Lindvik                                                     | Markus Eisenbichler                                                                        | Robert Johansson                                                                       |
| 06/03/2022                                                                    | Oslo                            | HS134                           |                                 | Daniel-André Tande                                                 | Anže Lanišek                                                                               | Stefan Kraft                                                                           |
| Eindklassement Raw Air:                                                       | Eindklassement Raw Air:         | Eindklassement Raw Air:         | Eindklassement Raw Air:         | Stefan Kraft                                                       | Karl Geiger                                                                                | Ryoyu Kobayashi                                                                        |
| 11 tot en met maart 2022: Wereldkampioenschappen skivliegen 2022 in Vikersund |                                 |                                 |                                 |                                                                    |                                                                                            |                                                                                        |
| 19/03/2022                                                                    | Oberstdorf                      | HS235                           | Skivliegen                      | Stefan Kraft                                                       | Žiga Jelar                                                                                 | Timi Zajc                                                                              |
| 20/03/2022                                                                    | Oberstdorf                      | HS235                           | Skivliegen                      | Timi Zajc                                                          | Piotr Żyła                                                                                 | Stefan Kraft                                                                           |
| Planica 8 2022                                                                |                                 |                                 |                                 |                                                                    |                                                                                            |                                                                                        |
| 25/03/2022                                                                    | Planica                         | HS240                           | Skivliegen                      | Žiga Jelar                                                         | Peter Prevc                                                                                | Anže Lanišek                                                                           |
| 26/03/2022                                                                    | Planica                         | HS240                           | Skivliegen Team                 | Slovenië Žiga Jelar Peter Prevc Timi Zajc Anže Lanišek             | Noorwegen Marius Lindvik Bendik Jacobsen Heggli Johann André Forfang Halvor Egner Granerud | Oostenrijk Michael Hayböck Daniel Tschofenig Manuel Fettner Stefan Kraft               |
| 27/03/2022                                                                    | Planica                         | HS240                           | Skivliegen                      | Marius Lindvik                                                     | Yukiya Sato                                                                                | Peter Prevc                                                                            |
| Eindklassement Planica 7:                                                     | Eindklassement Planica 7:       | Eindklassement Planica 7:       | Eindklassement Planica 7:       | Timi Zajc                                                          | Marius Lindvik                                                                             | Peter Prevc                                                                            |

### Eindstanden
| Wereldbeker algemeen | Wereldbeker algemeen  | Wereldbeker algemeen | Wereldbeker algemeen |
| #                    | Naam                  | Land                 | Punten               |
| -------------------- | --------------------- | -------------------- | -------------------- |
| 1                    | Ryoyu Kobayashi       | JPN                  | 1621                 |
| 2                    | Karl Geiger           | GER                  | 1515                 |
| 3                    | Marius Lindvik        | NOR                  | 1231                 |
| 4                    | Halvor Egner Granerud | NOR                  | 1227                 |
| 5                    | Stefan Kraft          | AUT                  | 1069                 |
| 6                    | Markus Eisenbichler   | GER                  | 950                  |
| 7                    | Anže Lanišek          | SLO                  | 936                  |
| 8                    | Timi Zajc             | SLO                  | 711                  |
| 9                    | Jan Hörl              | AUT                  | 662                  |
| 10                   | Cene Prevc            | SLO                  | 657                  |

| Wereldbeker skivliegen | Wereldbeker skivliegen | Wereldbeker skivliegen | Wereldbeker skivliegen |
| #                      | Naam                   | Land                   | Punten                 |
| ---------------------- | ---------------------- | ---------------------- | ---------------------- |
| 1                      | Žiga Jelar             | SLO                    | 270                    |
| 2                      | Timi Zajc              | SLO                    | 260                    |
| 3                      | Stefan Kraft           | AUT                    | 224                    |
| 4                      | Peter Prevc            | SLO                    | 194                    |
| 5                      | Anže Lanišek           | SLO                    | 171                    |
| 6                      | Marius Lindvik         | NOR                    | 160                    |
| 6                      | Piotr Żyła             | POL                    | 160                    |
| 8                      | Yukiya Sato            | JPN                    | 151                    |
| 9                      | Ryoyu Kobayashi        | JPN                    | 143                    |
| 10                     | Karl Geiger            | GER                    | 95                     |

## Vrouwen

### Kalender
| Datum                                                             | Plaats                            | Schans                            | Opmerking                         | Eerste                                                                       | Tweede                                                                      | Derde                                                     |
| ----------------------------------------------------------------- | --------------------------------- | --------------------------------- | --------------------------------- | ---------------------------------------------------------------------------- | --------------------------------------------------------------------------- | --------------------------------------------------------- |
| 26/11/2021                                                        | Nizjni Tagil                      | HS97                              |                                   | Marita Kramer                                                                | Ema Klinec                                                                  | Daniela Iraschko-Stolz                                    |
| 27/11/2021                                                        | Nizjni Tagil                      | HS97                              |                                   | Ema Klinec                                                                   | Urša Bogataj                                                                | Katharina Althaus                                         |
| 04/12/2021                                                        | Lillehammer                       | HS98                              |                                   | Katharina Althaus                                                            | Marita Kramer                                                               | Urša Bogataj                                              |
| 05/12/2021                                                        | Lillehammer                       | HS140                             |                                   | Marita Kramer                                                                | Katharina Althaus                                                           | Silje Opseth                                              |
| 10/12/2021                                                        | Klingenthal                       | HS140                             |                                   | Marita Kramer                                                                | Silje Opseth                                                                | Urša Bogataj                                              |
| 11/12/2021                                                        | Klingenthal                       | HS140                             |                                   | Marita Kramer                                                                | Silje Opseth                                                                | Katharina Althaus                                         |
| 17/12/2021                                                        | Ramsau am Dachstein               | HS98                              |                                   | Marita Kramer                                                                | Katharina Althaus                                                           | Urša Bogataj                                              |
| Silvestertoernooi 2022                                            |                                   |                                   |                                   |                                                                              |                                                                             |                                                           |
| 31/12/2021                                                        | Ljubno                            | HS94                              |                                   | Nika Križnar                                                                 | Marita Kramer                                                               | Ema Klinec                                                |
| 01/01/2022                                                        | Ljubno                            | HS94                              |                                   | Sara Takanashi                                                               | Marita Kramer                                                               | Urša Bogataj                                              |
| Eindklassement Silvestertoernooi:                                 | Eindklassement Silvestertoernooi: | Eindklassement Silvestertoernooi: | Eindklassement Silvestertoernooi: | Marita Kramer                                                                | Nika Križnar                                                                | Sara Takanashi                                            |
| 08/01/2022                                                        | Sapporo                           | HS137                             | Avond                             | Afgelast vanwege de coronapandemie                                           | Afgelast vanwege de coronapandemie                                          | Afgelast vanwege de coronapandemie                        |
| 09/01/2022                                                        | Sapporo                           | HS137                             |                                   | Afgelast vanwege de coronapandemie                                           | Afgelast vanwege de coronapandemie                                          | Afgelast vanwege de coronapandemie                        |
| 11/01/2022                                                        | Yamagata                          | HS102                             | Avond                             | Afgelast vanwege de coronapandemie                                           | Afgelast vanwege de coronapandemie                                          | Afgelast vanwege de coronapandemie                        |
| 12/01/2022                                                        | Yamagata                          | HS102                             |                                   | Afgelast vanwege de coronapandemie                                           | Afgelast vanwege de coronapandemie                                          | Afgelast vanwege de coronapandemie                        |
| 29/01/2022                                                        | Willingen                         | HS147                             |                                   | Marita Kramer                                                                | Katharina Althaus                                                           | Ema Klinec                                                |
| 30/01/2022                                                        | Willingen                         | HS147                             |                                   | Nika Križnar                                                                 | Katharina Althaus                                                           | Aleksandra Koestova                                       |
| 4 tot en met 20 februari: Olympische Winterspelen 2022 in Beijing |                                   |                                   |                                   |                                                                              |                                                                             |                                                           |
| 25/02/2022                                                        | Hinzenbach                        | HS94                              | Team                              | Oostenrijk Chiara Kreuzer Jacqueline Seifriedsberger Lisa Eder Marita Kramer | Rusland Aleksandra Koestova Irma Machinja Sofja Tichonova Irina Avvakoemova | Slovenië Urša Bogataj Maja Vtič Špela Rogelj Nika Križnar |
| 26/02/2022                                                        | Hinzenbach                        | HS94                              |                                   | Urša Bogataj                                                                 | Nika Križnar                                                                | Lisa Eder                                                 |
| 27/02/2022                                                        | Hinzenbach                        | HS94                              |                                   | Nika Križnar                                                                 | Marita Kramer                                                               | Joséphine Pagnier                                         |
| Raw Air 2022                                                      |                                   |                                   |                                   |                                                                              |                                                                             |                                                           |
| 02/03/2022                                                        | Lillehammer                       | HS140                             | Avond                             | Sara Takanashi                                                               | Nika Križnar                                                                | Urša Bogataj                                              |
| 03/03/2022                                                        | Lillehammer                       | HS140                             | Avond                             | Marita Kramer                                                                | Nika Križnar                                                                | Urša Bogataj                                              |
| 05/03/2022                                                        | Oslo                              | HS134                             | Avond                             | Silje Opseth                                                                 | Nika Križnar                                                                | Sara Takanashi                                            |
| 06/03/2022                                                        | Oslo                              | HS134                             |                                   | Sara Takanashi                                                               | Urša Bogataj                                                                | Yuki Ito                                                  |
| Eindklassement Raw Air:                                           | Eindklassement Raw Air:           | Eindklassement Raw Air:           | Eindklassement Raw Air:           | Nika Križnar                                                                 | Sara Takanashi                                                              | Urša Bogataj                                              |
| 12/03/2022                                                        | Oberhof                           | HS100                             |                                   | Urša Bogataj                                                                 | Nika Križnar                                                                | Katharina Althaus                                         |
| 13/03/2022                                                        | Oberhof                           | HS100                             |                                   | Urša Bogataj                                                                 | Nika Križnar                                                                | Ema Klinec                                                |
| Blue Bird Tour 2022                                               |                                   |                                   |                                   |                                                                              |                                                                             |                                                           |
| 19/03/2022                                                        | Nizjni Tagil                      | HS97                              |                                   | Afgelast, vanwege de Russische invasie van Oekraïne                          | Afgelast, vanwege de Russische invasie van Oekraïne                         | Afgelast, vanwege de Russische invasie van Oekraïne       |
| 20/03/2022                                                        | Nizjni Tagil                      | HS97                              |                                   | Afgelast, vanwege de Russische invasie van Oekraïne                          | Afgelast, vanwege de Russische invasie van Oekraïne                         | Afgelast, vanwege de Russische invasie van Oekraïne       |
| 26/03/2022                                                        | Tsjaikovski                       | HS102                             |                                   | Afgelast, vanwege de Russische invasie van Oekraïne                          | Afgelast, vanwege de Russische invasie van Oekraïne                         | Afgelast, vanwege de Russische invasie van Oekraïne       |
| 27/03/2022                                                        | Tsjaikovski                       | HS140                             |                                   | Afgelast, vanwege de Russische invasie van Oekraïne                          | Afgelast, vanwege de Russische invasie van Oekraïne                         | Afgelast, vanwege de Russische invasie van Oekraïne       |
| Eindklassement Blue Bird Tour:                                    |                                   |                                   |                                   | Afgelast, vanwege de Russische invasie van Oekraïne                          | Afgelast, vanwege de Russische invasie van Oekraïne                         | Afgelast, vanwege de Russische invasie van Oekraïne       |

### Eindstand
| #  | Naam                       | Land | Punten |
| -- | -------------------------- | ---- | ------ |
| 1  | Marita Kramer              | AUT  | 1316   |
| 2  | Nika Križnar               | SLO  | 1191   |
| 3  | Urša Bogataj               | SLO  | 1151   |
| 4  | Katharina Althaus          | GER  | 906    |
| 5  | Sara Takanashi             | JPN  | 843    |
| 6  | Silje Opseth               | NOR  | 731    |
| 7  | Ema Klinec                 | SLO  | 680    |
| 8  | Yuki Ito                   | JPN  | 449    |
| 9  | Lisa Eder                  | AUT  | 420    |
| 10 | Jacqueline Seifriedsberger | AUT  | 393    |

## Gemengd

### Kalender
| Datum      | Plaats    | Schans | Opmerking  | Eerste                                                   | Tweede                                                                           | Derde                                                                          |
| ---------- | --------- | ------ | ---------- | -------------------------------------------------------- | -------------------------------------------------------------------------------- | ------------------------------------------------------------------------------ |
| 28/02/2021 | Willingen | HS147  | Team Avond | Slovenië Ema Klinec Cene Prevc Urša Bogataj Anže Lanišek | Noorwegen Thea Minyan Bjørseth Halvor Egner Granerud Silje Opseth Marius Lindvik | Oostenrijk Eva Pinkelnig Daniel Huber Marita Kramer Stefan Kraft               |
| 04/03/2022 | Oslo      | HS134  | Team Avond | Slovenië Urša Bogataj Lovro Kos Nika Križnar Timi Zajc   | Oostenrijk Chiara Kreuzer Manuel Fettner Marita Kramer Stefan Kraft              | Noorwegen Anna Odine Strøm Robert Johansson Silje Opseth Halvor Egner Granerud |

## Uitzendrechten
- Europa: Eurosport[a][3][4]
- Denemarken: NENT (TV3 Sport, TV3 Max en Viaplay)
- Duitsland: ARD/ZDF[5][6] en Eurosport
- Finland: NENT (Viaplay; uitgezonderd Zwitserse en Oostenrijkse wedstrijden) en YLE[7][8]
- Italië: Rai Sport en Eurosport
- Kroatië: HRT 2 en Eurosport
- Noorwegen: NENT (TV3 Norge en Viaplay)

- Oostenrijk: ORF[9] en Eurosport
- Slovenië: RTV SLO en Eurosport
- Slowakije: Dvojka en Eurosport
- Tsjechië: CT Sport en Eurosport
- Zweden: NENT (TV6 en Viaplay)[10][11]
- Zwitserland: SRG SSR[12] en Eurosport

1. ↑  Eurosport heeft de exclusieve rechten in: Albanië, Andorra, Armenië, Azerbeidzjan, België, Bosnië en Herzegovina, Bulgarije, Cyprus, Estland, Frankrijk (geselecteerde races), Georgië, Hongarije, Ierland, Israël, Kazachstan, Kosovo, Kirgizië, Letland, Liechtenstein, Litouwen, Luxemburg, Malta, Moldavië, Monaco, Montenegro, Nederland (het Vierschansentoernooi wordt ook door de NOS uitgezonden), Polen, Portugal, Oekraïne, Oezbekistan, Spanje, Tadzjikistan, Turkmenistan, Noord-Macedonië, Roemenië, Rusland, Servië, Turkije, Verenigd Koninkrijk, Wit-Rusland